# Pycnarrhena lucida
Pycnarrhena lucida là một loài thực vật có hoa trong họ Biển bức cát. Loài này được (Teijsm. & Binn.) Miq. miêu tả khoa học đầu tiên năm 1868.